# Sóstóhegy
Nyíregyháza-Sóstóhegy Nyíregyháza északi részén található városrész. A város agglomerációs övezetének tekinthető, ugyanis az itt lakó emberek nagy része Nyíregyházán dolgozik. Sóstóhegy egy kertes, családi házas övezet, kizárólag ilyen típusú házakat lehet itt találni. Lakosságszáma 4683 fő. Aki itt telepedik le családjával egy kitűnő, élhető környezet részese lesz, illetve azt is érezheti, hogy egy turisztikai helyen lakik, hiszen a szomszédos Sóstógyógyfürdőt rendszeresen látogatják a helyi lakosok mellett turisták is. Az ide látogató találhat itt tavat, erdőt, fürdőházat, gyógy- valamint élményfürdőt, strandot, parkokat, éttermeket és szállodákat, valamint a Nyíregyházi állatparkot is.
A településrészen van egy általános iskola, amely Szabó Lőrinc nevét viseli, aki itt írta meg a Tücsökzene c. művének néhány fejezetét, valamint két óvoda is.

## Története
A település krónikája mindössze bő száz esztendőt ölel át. Létrejöttében az 1875-95 között Magyarországon végigsöprő filoxéravész játszotta a főszerepet. A neves borvidékek felét tönkretevő kártevő kiirtására összehangolt állami intézkedések sorozata szükségeltetett.
A törvényhozás szabályozta a védekezés, a rekonstrukció feladatait. Új, fertőzésmentes vidékeket kerestek a szőlők – a homoki szőlők – telepítésére. Így került előtérbe a részben Kótajhoz, részben Nyírpazonyhoz tartozó földterület, ahol a tulajdonosok hegyközséget hoztak létre. 1926-27-ben a két községben házhelyeket jelöltek ki a belterületen kívül eső határ homokos részén.
Az építkezések során formálódott ki a későbbi Sóstóhegy központja. Az itt termelt szőlőnek, bornak (rizling, ezerjó, dinka) jó híre volt és egyre több családnak biztosított megélhetést. A két világháború között is jelentős szőlőtelepítés történt, és szerény ipara is ehhez a kultúrához kötődött: szeszfőzde, gyümölcskészítő üzem (1943). A második világháború előtt félezer ember lakott a Nyírpazonyhoz tartozó településen.
1952. november 25-én a nagy közigazgatási átszervezések idején Nyíregyházához csatolták. A megélhetést továbbra is a gyümölcstermesztés biztosította. Az 50-es években nagyarányú almatelepítés történt.
A következő évtizedben pedig az őszibarack, meggy, málna kapott kiemelt figyelmet. Ipara továbbra sem alakult ki, gazdasági életét meghatározták a Vörös csillag TSZ lehetőségei. Pincészete a Tokaj-hegyalja Pincegazdaság részeként a központ céljainak szolgálatában állt.
Lassan érvényesült a nagyváros szívó hatása és a sóstóhegyiek zöme naponta útra kelt, hogy tanulhasson, dolgozhasson Nyíregyháza más részein.
A tanácsi korszakban alig fejlődött a városrész. 1952-től volt ugyan tanácsi kirendeltség, voltak tanácstagok, de ezek érdekérvényesítő ereje kevésnek bizonyult. Épült egy vasúti aluljáró (1968), bővítették az iskolát, felépítették az óvodát (1980) és néhány utat, de többről nem nagyon beszélhetünk a fejlesztések oldalán.
A 80-as évektől részben megfordult a Nyíregyháza-Sóstóhegy erőterében lappangó vonzerő iránya. Egyre többen menekültek ki a zajos város forgatagából. Új utcákkal tágult Sóstóhegy lakott területe. Egy későbbi látványos előrelépést megalapozó infrastrukturális fejlesztést (utak, gáz, szennyvízcsatorna, telefon...) a rendszerváltozás évei hoztak a városrészbe. Erősödött a közösségi összetartozás igénye - pl. templomépítések, alapítványok, arborétum - és ezek biztató jelek az új évezred Sóstóhegyének jövője szempontjából.

## Megközelítés
A településrész több irányból megközelíthető:
- Nyíregyházáról 2 irányban (Korányi Frigyes úton, illetve a sóstói-kemecsei úton)
- Nyíregyháza-Sóstógyógyfürdőről több irányban
- Nyírszőlős felől
- Nyírtura felől
- Nyírpazony felől egy aránylag jól karbantartott földúton
- Nagyhalász-Kótaj felől a kemecsei úton
- vasúton Budapest–Záhony-vasútvonal mentén mindkét irányból személyvonattal
- autóbusszal a 14-es, illetve a 14F jelzésű Nyíregyháza helyi járatú autóbusszal, vagy Nagyhalász, Kemecse, Kótaj felé közlekedő helyközii járatokkal. Kora reggel, Libabokor településről Sóstóhegy vasútállomásra érkezik egy menetrend szerinti autóbusz, ami tovább indul Nyíregyháza felé, majd kora délután pedig Libabokorba indul egy járat a vasútállomásról, segítve az ebből az irányból járó iskolások utazását. Az autóbusszal azonban nem csak diákok utazhatnak.

## Statisztika
Statisztikai hivatal:
- Lakosság: 4683
- Lakások száma: 1475
- Nem lakott üdülők: 83
- Egyéb lakott lakóegységek: 3